# STS-91
STS-91 var en flygning i det amerikanska rymdfärjeprogrammet. Flygningen genomfördes med rymdfärjan Discovery. Den sköts upp från Pad 39B vid Kennedy Space Center i Florida den 2 juni 1998. Efter nästan tio dagar i omloppsbana runt jorden återinträdde rymdfärjan i jordens atmosfär och landade vid Kennedy Space Center.
Det var den sista flygningen med en rymdfärja till den ryska rymdstationen Mir.
Flygningens mål var att leverera utrustning och förnödenheter till rymdstationen, detta gjorde man med hjälp av en Spacehab-modul placerad i rymdfärjans lastrum.